# Fritz Czermak
Fritz Czermak (* 24. März 1894 in  Prijedor, Bosnien; † 9. April 1966 in Wien) war ein österreichisch-mährischer Jurist und später deutscher Politiker (GB/BHE, später FDP). Er gehörte dem Deutschen Bundestag von 1953 bis 1957 an.

## Leben
Der Sohn eines k.u.k. Postbeamten wuchs in Olmütz auf und studierte nach der Matura zunächst Philosophie an der Universität Wien. 1914 wurde Czermak zum Militärdienst einberufen. Nach Kriegsende begann er ein Studium der Rechtswissenschaften und wurde zum Doktor der Rechte promoviert. Während seines Studiums wurde er Mitglied des Vereins deutscher Studenten aus Nordmähren (seit 1952 Sudetia) im Waidhofener Verband. Ab 1925 war er als Rechtsanwalt in Olmütz tätig. Als Sympathisant der Nationalsozialisten wurde Czermak 1938 in der Tschechoslowakei zeitweilig in Geiselhaft genommen.
Nach der Errichtung des Protektorats Böhmen und Mähren wurde Czermak 1939 zum Regierungskommissar von Olmütz bestellt. Im Jahre 1941 legte er aus Protest gegen Schikanen der Nationalsozialisten sein Amt nieder. Von 1942 bis 1943 diente Czermak im Range eines Oberleutnants bei der Luftwaffe und war danach bis Kriegsende wieder als Rechtsanwalt tätig.
Nach dem Zweiten Weltkrieg wurde Czermak 1945 von der Roten Armee verhaftet und Mai 1945 bis Juni 1946 im Internierungslager Auschwitz und in Moskau interniert. Von dort wurde er  Juni 1946 in die Tschechoslowakei überführt und bis 1947 im Gefängnis von Ölmütz in Untersuchungshaft gehalten. Im Februar 1947 wurde er durch ein tschechisches Volksgericht freigesprochen. Nach seiner Entlassung kehrte er zu seiner Familie zurück, die als Heimatvertriebene in Hessen ansässig geworden war. Ab 1948 wirkte er als Rechtsanwalt in Büdingen und ab 1950 in Frankfurt am Main.
Czermak war von 1950 bis 1954 Landtagsabgeordneter in Hessen und dort bis zum 7. November 1953 Fraktionsvorsitzender des GB/BHE. Er gehörte dem Deutschen Bundestag von 1953 bis 1957 an. Ursprünglich für den GB/BHE gewählt, wechselte er am 14. Juli 1955 mit Georg Körner zur FDP über. Er folgte damit nicht der sog. K.O.-Gruppe um Waldemar Kraft und Theodor Oberländer, die gleichzeitig der CDU/CSU-Fraktion beitraten.
Er verstarb bei einem Besuch in Wien.